# 托马斯·杰塞尔
托马斯·迈克尔·杰塞尔（英語：Thomas Michael Jessell，1951年8月2日—），英国发育生物学家、神经生物学家，出生于伦敦，任职于纽约哥伦比亚大学卡夫利脑科学研究所。

## 学术研究
杰塞尔主要研究在分子水平上的脊椎动物中枢神经系统的发展。他能够揭示胚胎不同部分的细胞设置在某个位置在体内的神经细胞之间的关系，对研究严重先天性畸形的大脑和脊髓有重要贡献，打通了发育生物学和神经生物学之间的桥梁。

## 荣誉和奖项
2008年获科维理奖，2012年获盖尔德纳国际奖。